# U-613
U-613 – niemiecki okręt podwodny typu VIIC z okresu II wojny światowej. Wyporność U-Boota wynosiła 769 ton w położeniu nawodnym i 871 ton pod wodą, a jego główną bronią było 14 torped o kalibrze 533 mm wystrzeliwanych z pięciu wewnętrznych wyrzutni. Jednostka rozwijała na powierzchni prędkość ponad 17 węzłów, osiągając zasięg 8500 Mm przy prędkości 10 węzłów.
Okręt został zwodowany 29 stycznia 1942 roku w stoczni Blohm & Voss w Hamburgu, a 12 marca 1942 roku wcielono go do służby w Kriegsmarine. Pływając w składzie 3. Flotylli U-Bootów, U-613 odbył cztery patrole bojowe, podczas których zatopił dwa statki o łącznej pojemności 8087 BRT. 23 lipca 1943 roku na południe od Azorów U-613 został zatopiony wraz z całą załogą bombami głębinowymi przez amerykański niszczyciel USS „George E. Badger”.

## Projekt i budowa
Jednostki typu VIIC były kolejnym ewolucyjnym ulepszeniem najliczniej budowanych w Niemczech okrętów typu VII. Poprzednik – typ VIIB – miał zbyt mały zasięg i za mało miejsca pod pokładem, by można było zainstalować sonar. Opracowany w 1938 roku projekt nowego okrętu różnił się od poprzedniej wersji m.in. zwiększoną grubością blach kadłuba sztywnego (z 16 do 18,5 mm, co zwiększyło maksymalną głębokość zanurzenia z 200 metrów do 250–280 metrów), przedłużeniem kadłuba o 60 cm i kiosku o 30 cm oraz powiększeniem zbiorników paliwa o 5,4 m³, co poprawiło zasięg. Powiększone rozmiary pozwoliły na instalację aktywnego sonaru S-Gerät, który uzupełniał pasywny Gruppenhorchgerät (GHG). Do zakończenia wojny do służby weszło 568 okrętów typu VIIC .
U-613 zamówiono 15 sierpnia 1940 roku . Został zbudowany w stoczni Blohm & Voss w Hamburgu jako jeden z 171 okrętów typu VIIC zamówionych w tej wytwórni . U-613 otrzymał numer stoczniowy 113 (Werk 113) . Stępkę okrętu położono 6 maja 1941 roku, a zwodowany został 29 stycznia 1942 roku .

## Dane taktyczno-techniczne

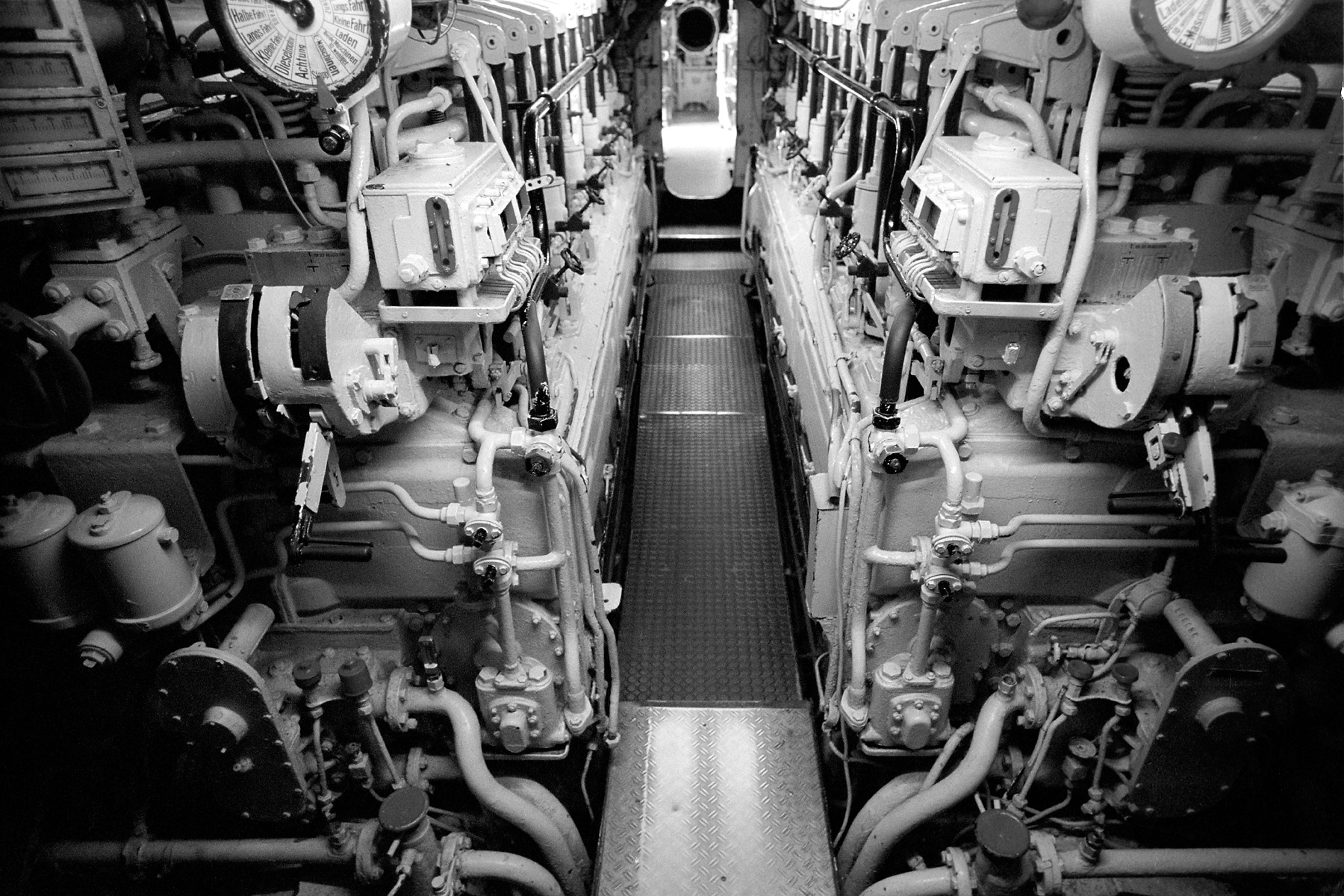
Wnętrze przedziału silników wysokoprężnych

U-613 był średniej wielkości okrętem podwodnym o konstrukcji dwukadłubowej. Długość całkowita wynosiła 67,1 metra, szerokość 6,2 metra i zanurzenie 4,74 metra . Wysokość (od stępki do szczytu kiosku) wynosiła 9,6 metra . Wykonany ze stali pancernej CM 351 o grubości 18,5 mm kadłub sztywny miał 50,5 metra długości i 4,7 metra szerokości. Podzielony był grodziami na sześć przedziałów wodoszczelnych: (od dziobu): I – przedział torpedowy ze sterami głębokości oraz GHG, II – przedział akumulatorów wraz z pomieszczeniami załogi, magazynem amunicji i toaletą, III – centrala z pomieszczeniem wielofunkcyjnym (mieszczącym drugą baterię akumulatorów, pomieszczenia załogi i kambuz), IV – przedział silników spalinowych, V – przedział silników elektrycznych, VI – rufowy przedział torpedowy ze sterami kierunku i głębokości. Kadłub ciśnieniowy otoczony był kadłubem lekkim wykonanym z blach o grubości 4–8 mm. Wyporność w położeniu nawodnym wynosiła 769 ton, a w zanurzeniu 871 ton.
Okręt napędzany był na powierzchni przez dwa 6-cylindrowe, czterosuwowe silniki wysokoprężne Krupp-Germaniawerft F46 z doładowaniem o łącznej mocy 3200 KM przy 470-490 obr./min, a pod wodą poruszał się dzięki dwóm silnikom elektrycznym prądu stałego BBC GG UB720/8 o łącznej mocy 750 KM przy 295 obr./min . Dwa wały napędowe obracały dwie śruby, zapewniając maksymalną prędkość 17–17,6 węzła na powierzchni i 7,6 węzła w zanurzeniu . Zasięg wynosił 8500 Mm przy prędkości 10 węzłów w położeniu nawodnym (3250 Mm przy prędkości maksymalnej) oraz 80 Mm przy prędkości 4 węzłów pod wodą (130 Mm przy 2 węzłach). Zbiorniki mieściły 113,47 tony paliwa, a energia elektryczna magazynowana była w dwóch bateriach akumulatorów AFA 33 MAL 800 E po 62 ogniwa o łącznej pojemności 9160 Ah, masie 62 tony i czasie rozładowania 20 godzin. Dopuszczalna głębokość zanurzenia okrętu wynosiła 100 metrów, a głębokość zgniecenia 250–280 metrów .
Okręt wyposażony był w pięć wyrzutni torped kalibru 533 mm (cztery na dziobie i jedną rufową), z łącznym zapasem 14 torped (wymiennie okręt mógł przenosić 26 min typu TMA lub 39 min typu TMB). Uzbrojenie artyleryjskie stanowiło umieszczone przed kioskiem działo pokładowe kalibru 88 mm SK C/35 L/45, z zapasem amunicji wynoszącym 220–250 naboi oraz pojedyncze działko przeciwlotnicze kalibru 20 mm C/38 L/65 . Jednostka wyposażona też była w pasywny sonar GHG i aktywny S-Gerät, a do obserwacji służyły dwa peryskopy Zeissa: bojowy i nocny .
Załoga okrętu składała się z czterech oficerów oraz 40 podoficerów i marynarzy.

## Służba
U-613 został wcielony do służby w Kriegsmarine 12 marca 1942 roku . Dowództwo okrętu objął kpt. mar. (niem. Kapitänleutnant) Helmut Köppe . U-Boot otrzymał numer poczty polowej M 44 892. Do 31 października 1942 roku załoga jednostki przechodziła szkolenie w składzie 8. Flotylli U-Bootów, operując z Gdańska .

### Pierwszy rejs bojowy
22 października 1942 roku okręt wyszedł z Kilonii, udając się na swój pierwszy wojenny patrol , zostając 1 listopada przyporządkowany do 3. Flotylli U-Bootów w La Pallice . W dniach 2–8 listopada wchodził w skład wilczego stada „Natter”  . 7 listopada w odległości około 670 Mm na północ od Azorów U-Boot napotkał zbudowany w 1923 roku uzbrojony brytyjski parowiec „Roxby” o pojemności 4252 BRT, płynący z ładunkiem 6400 ton węgla z Cardiff do Halifaxu, marudera z konwoju ON-142 . O godzinie 15:40 statek został trafiony jedną z dwóch wystrzelonych torped, po czym zatonął o 16:05 na przybliżonej pozycji 49°35′N 30°32′W/49,583333 -30,533333, a z jego załogi składającej się z 46 osób uratowanych zostało po pięciu dniach 13 rozbitków (kapitan, 10 marynarzy i dwóch artylerzystów), podjętych przez irlandzki statek handlowy „Irish Beech” . W dniach 8–18 listopada U-Boot operował w ramach wilczego stada „Westwall”  . 17 listopada U-613 na pozycji 36°09′N 10°54′W/36,150000 -10,900000 stał się celem ataku przeprowadzonego przez samolot bombowy Lockheed Hudson z brytyjskiej 608. Eskadry RAF (pilot J.B.R. Petrie), doznając poważnych uszkodzeń . Okręt zawrócił w kierunku bazy, eskortowany przez U-509. 27 listopada po 37 dniach spędzonych w morzu jednostka dotarła do La Pallice, po czym trafiła do stoczni na trwający 44 dni remont .

### Drugi rejs bojowy
9 stycznia 1943 roku U-613 wyszedł z La Pallice na swój drugi atlantycki patrol  . Między 10 a 19 stycznia okręt wchodził w skład wilczego stada „Habicht”, a od 19 stycznia do 9 lutego został przyporządkowany do stada „Haudegen”  . 18 lutego okręt zawinął do Brestu, po 41 dniach spędzonych w morzu  .

### Trzeci rejs bojowy
Trzeci atlantycki patrol załogi U-Boota rozpoczął się 23 marca, kiedy to okręt wyszedł z Brestu  . Od 7 do 13 kwietnia okręt przyporządkowany był do wilczego stada „Adler”  . Okręt wykonał nieskuteczny atak torpedowy na statek płynący w konwoju ON-176, zgłaszając zatopienie. 11 kwietnia o godzinie 22:28 w odległości około 400 Mm na wschód od Nowej Fundlandii U-613 wykonał atak torpedowy na marudera z konwoju ONS-2, zbudowany w 1905 roku norweski parowiec „Ingerfire” o pojemności 3835 BRT, płynący pod balastem z Barrow-in-Furness do Halifaxu . Trafiony statek zatonął w ciągu minuty na pozycji 51°29′N 42°59′W/51,483333 -42,983333 . Z liczącej 36 osób załogi frachtowca zginęło ośmiu (sześciu Norwegów i dwóch Brytyjczyków), a ocalało 28 ludzi, podjętych następnego dnia wczesnym popołudniem przez kanadyjskie okręty: niszczyciel HMCS „St. Croix” (I81) i korwetę HMCS „Camrose” (K154) . W dniach 13–25 kwietnia U-Boot operował w ramach wilczego stada „Meise”  .
Tuż po północy 1 maja w Zatoce Biskajskiej U-613 został zaatakowany sześcioma bombami głębinowymi przez wyposażony w reflektor Leigha brytyjski bombowiec Vickers Wellington ze 172. Eskadry RAF (pilotowany przez sierżanta P.W. Phillipsa), doznając niewielkich uszkodzeń  . 6 maja po 45 dniach spędzonych w morzu okręt dotarł do La Pallice  .

### Czwarty rejs bojowy i utrata okrętu
1 lipca 1943 roku dowódca U-613 Helmut Köppe otrzymał awans na stopień kmdra ppor. (niem. Korvettenkapitän) . 10 lipca U-Boot wyszedł z La Pallice na swój czwarty atlantycki patrol  . Zadaniem okrętu było postawienie zagrody minowej składającej się z ośmiu min typu TMC w pobliżu portu Kingston. 23 lipca na południe od miasta Horta na Azorach U-613 został zaatakowany trzema seriami bomb głębinowych przez płynący w eskorcie konwoju UGS-12 amerykański niszczyciel USS „George E. Badger” . W wyniku ataku U-Boot został zatopiony na pozycji 35°32′N 28°36′W/35,533333 -28,600000 wraz z całą, liczącą 48 osób załogą, po patrolu trwającym 14 dni  .

### Podsumowanie działalności bojowej
U-613 odbył cztery patrole bojowe, spędzając w morzu 137 dni . W ich trakcie zatopił dwa statki o łącznej pojemności 8087 BRT, na pokładach których zginęły 42 osoby . Pełne zestawienie strat przedstawia poniższa tabela :
| Data             | Nazwa       | Państwo         | Tonaż      | Los jednostki |
| ---------------- | ----------- | --------------- | ---------- | ------------- |
| 7 listopada 1942 | „Roxby”     | Wielka Brytania | 4252       | zatopiony     |
| 11 kwietnia 1943 | „Ingerfire” | Norwegia        | 3835       | zatopiony     |
| RAZEM            | RAZEM       | zatopione:      | zatopione: | 2             |